# Leucauge rubrotrivittata
Leucauge rubrotrivittata är en spindelart som beskrevs av Simon 1906. Leucauge rubrotrivittata ingår i släktet Leucauge och familjen käkspindlar. Inga underarter finns listade i Catalogue of Life.